# Houstonia correllii
Houstonia correllii là một loài thực vật có hoa trong họ Thiến thảo. Loài này được (W.H.Lewis) Terrell mô tả khoa học đầu tiên năm 1975.